# Toyota TJ Cruiser

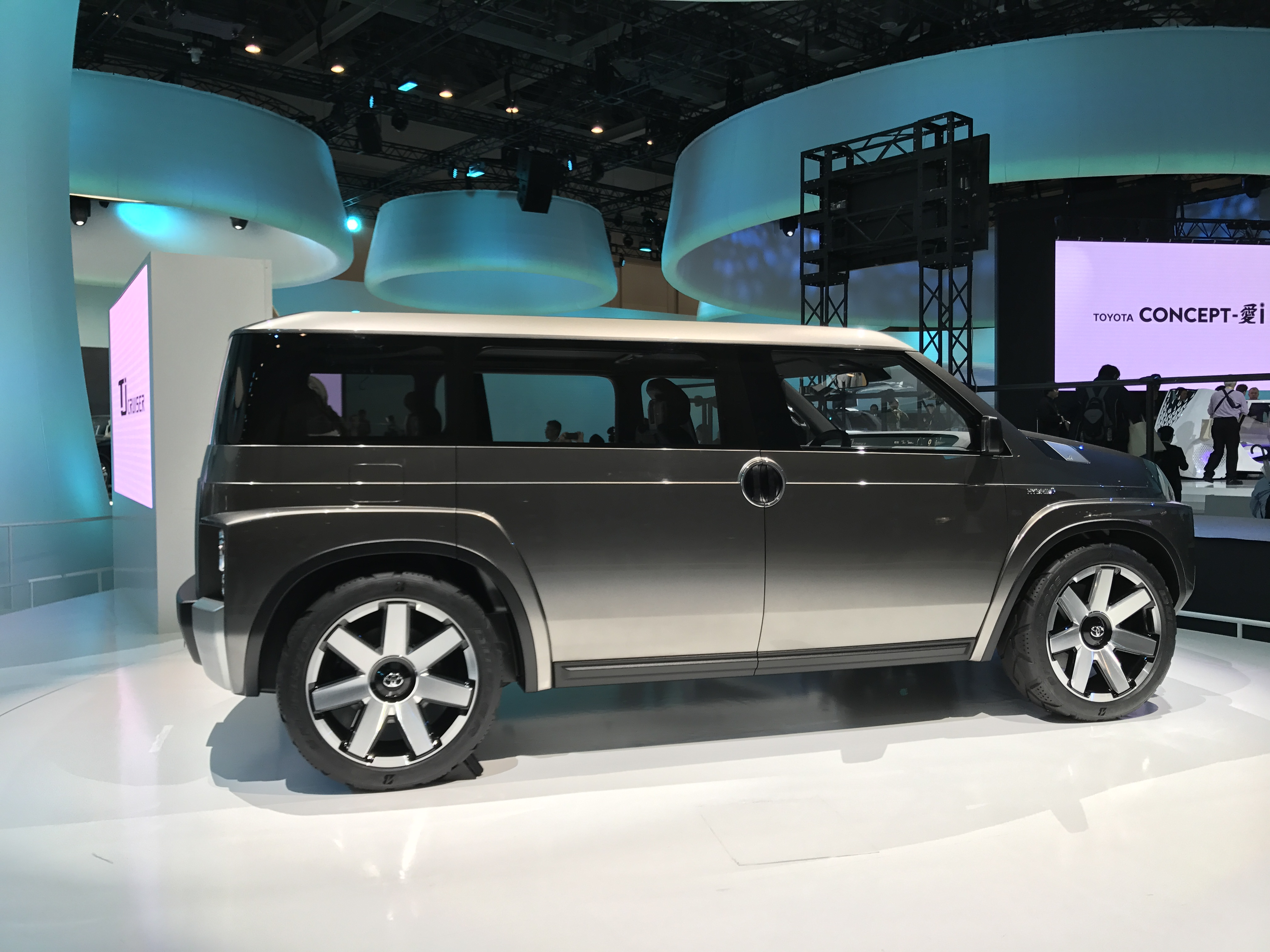
Prawy bok Toyoty TJ Cruiser na Tokyo Motor Show 2017

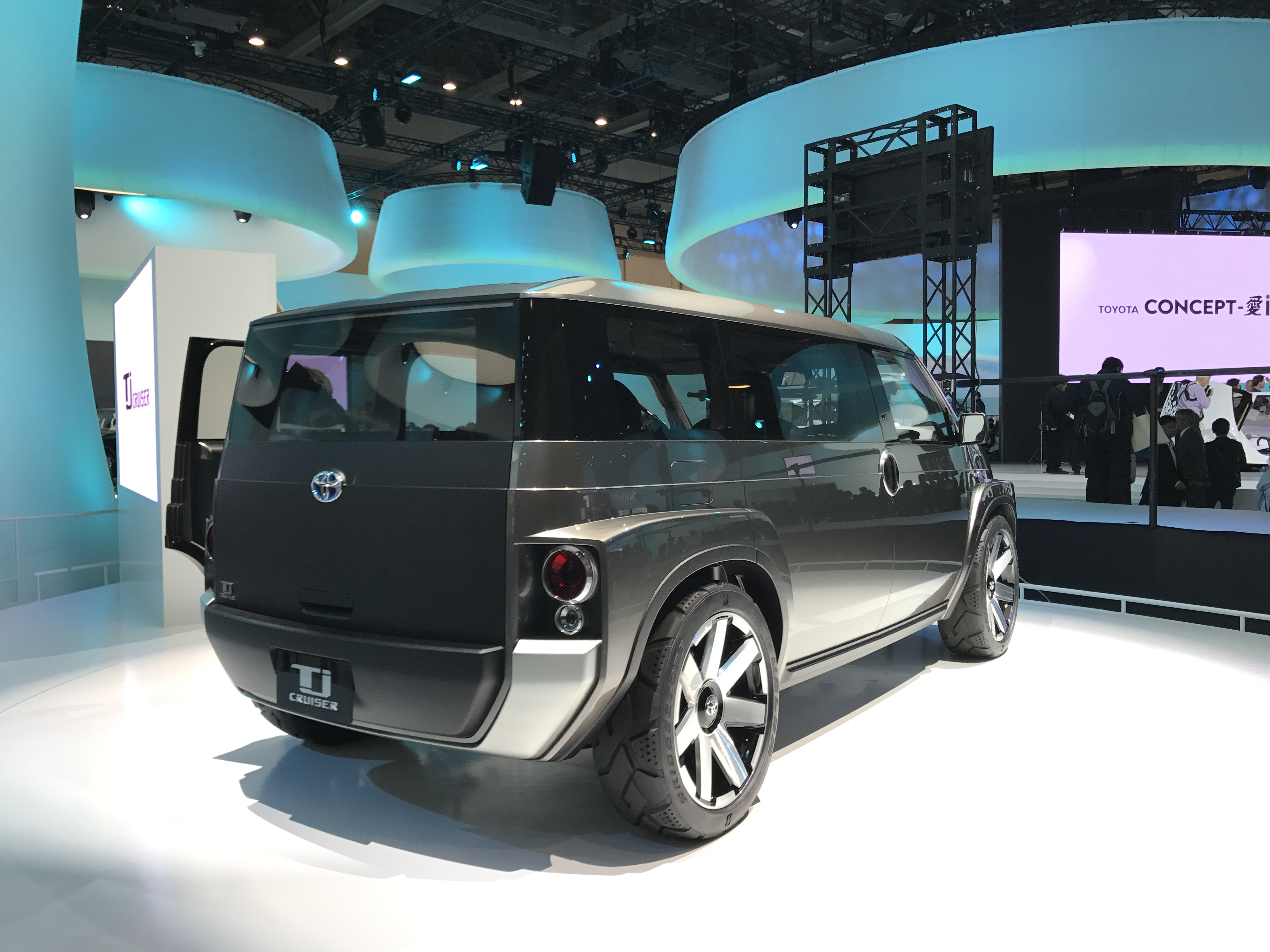
Tył Toyoty TJ Cruiser na Tokyo Motor Show 2017

Toyota TJ Cruiser – koncepcyjny samochód osobowy, łączący cechy SUV-a i minivana. Został zaprezentowany po raz pierwszy na Tokyo Motor Show w 2017 roku. Konstrukcja pojazdu ma bazować na platformie nowej generacji TNGA, a za napęd posłuży najprawdopodobniej układ hybrydowy z silnikiem benzynowym o pojemności 2 l. Auto będzie występowało z napędami na przednią oś i na cztery koła.
TJ w nazwie pochodzi od angielskich słów Toolbox (skrzynka z narzędziami) i Joy (radość). Samochód zaprojektowano z myślą o dobrych właściwościach użytkowych. Fotele auta można złożyć uzyskując zupełnie płaską podłogę, zastosowano odsuwane drzwi i system zaczepów pozwalający zabezpieczyć przewożone materiały. Producent zapowiada, że we wnętrzu można zmieścić elementy mierzące do ok. 3 metrów. Maskę, dach i pokrywę bagażnika wykonano z materiałów odpornych na zarysowania.